# Euxanthe
Euxanthe (incluído ao gênero Charaxes Ochsenheimer 1816 a partir do início do século XXI) foi uma válida categoria taxonômica que perdurou durante o século XX, sendo um gênero, proposto por Jakob Hübner em 1819, de borboletas da família Nymphalidae e subfamília Charaxinae, encontradas na região afro-tropical (África subsariana), em habitat de floresta tropical e subtropical úmida. Foi o único gênero incluído na tribo Euxanthini (táxon monotípico da tribo), proposta por Rydon no ano de 1971; mas um artigo científico do ano de 2009: Out-of-Africa again: a phylogenetic hypothesis of the genus Charaxes (Lepidoptera: Nymphalidae) based on five gene regions, indicou, através de sequenciamento de DNA, que este gênero deveria ser acrescentado ao gênero correlato Charaxes, indicando a mudança para a tribo Charaxini. São de considerável tamanho, com fêmeas podendo atingir dimensões superiores às dos machos. Suas asas são arredondadas e suas cores vão do avermelhado (no verso da espécie Charaxes madagascariensis; ex E. madagascariensis) até tons esverdeados ou azulados, pálidos (nas asas posteriores de Charaxes trajanus; ex E. trajanus), geralmente sendo em tons de branco ou negro-amarronzado. Seus abdômens podem ser de coloração laranja.

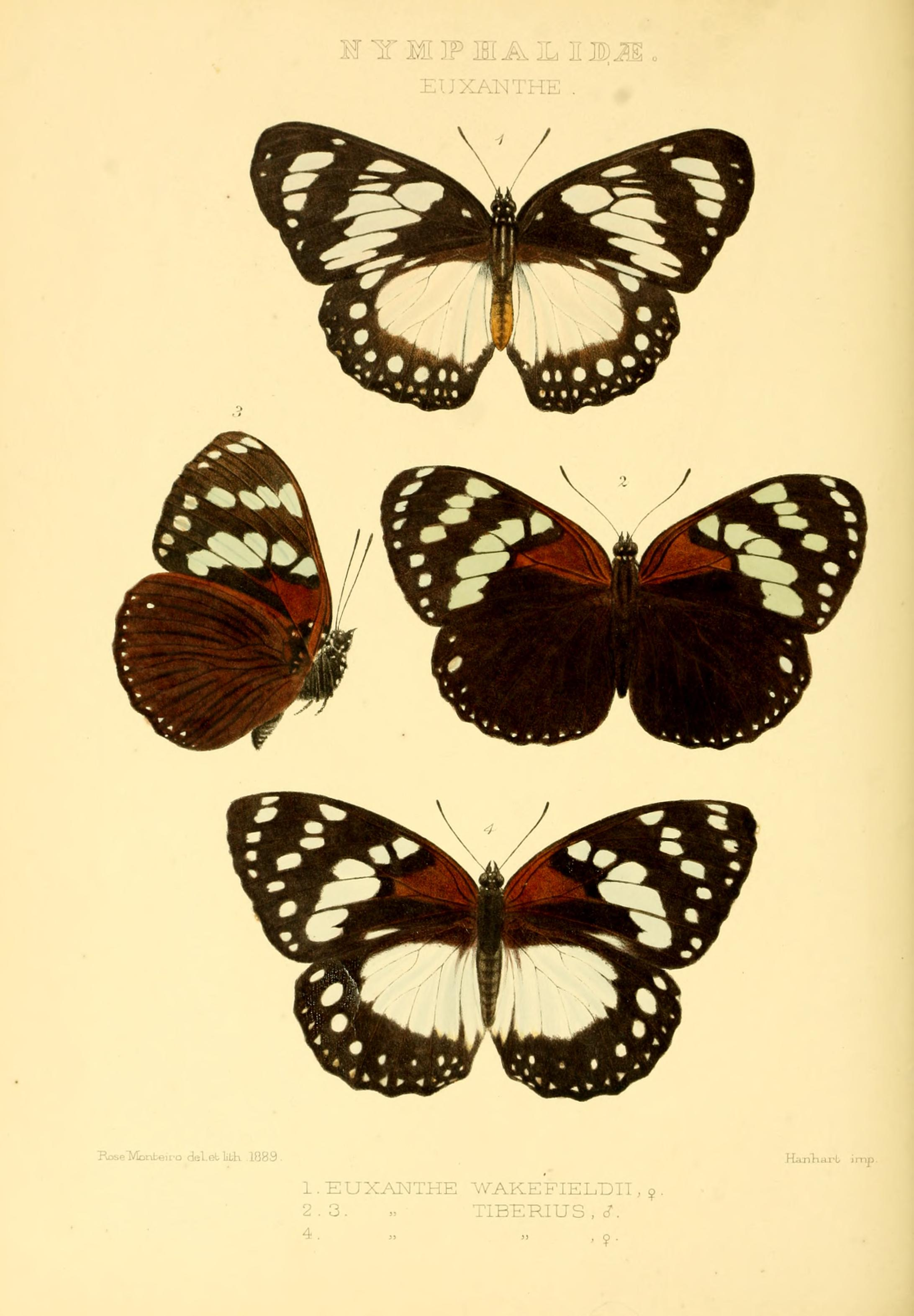
Ilustração de Charaxes tiberius (ex E. tiberius), cujo tipo nomenclatural fora coletado em Mombaça por Grose-Smith, em 1889, sendo a última espécie descrita de Euxanthe.

## Espécies e distribuição
- Charaxes eurinome (ex Euxanthe eurinome) (Cramer, [1775]) - Espécie-tipo: África central e leste.[1][5]
- Charaxes madagascariensis (ex Euxanthe madagascariensis) (Lucas, 1843) - Madagáscar.[1][5]
- Charaxes trajanus (ex Euxanthe trajanus) (Ward, 1871) - África central.[1][5]
- Charaxes crossleyi (ex Euxanthe crossleyi) (Ward, 1871) - África subsariana, menos região sul.[1][5]
- Charaxes wakefieldi (ex Euxanthe wakefieldi) (Ward, 1873) Forest Queen - África oriental.[1][8][5]
- Charaxes tiberius (ex Euxanthe tiberius) Grose-Smith, 1889 - sudeste da África.[1][5]